# 馬來西亞—塞舌爾關係
馬來西亞－塞舌爾關係是指马来西亚与塞舌尔的双边关系，兩國交往的歷史最早可以追溯到19世紀霹雳州苏丹阿卜杜拉·穆罕默德·沙阿二世被英国人放逐到马埃岛，现代塞舌尔与马来西亚于1987年5月1日建立正式外交关系，此后两国关系良好发展。目前两国均为英联邦、不结盟运动、77国集团、联合国正式成员国。

## 政治交流

### 概况
两国在19世纪至20世纪期间均为大英帝国的一部分，直到各自于1963年、1976年独立，在英国殖民期间，霹雳州苏丹阿卜杜拉·穆罕默德·沙阿二世曾因为被英国人指控为暗殺英国在霹雳州政府顾问詹姆斯·韋勒·伍德福德·畢治的主嫌而于1876年被放逐到马埃岛，在此期间，沙阿二世写下了马来西亚国歌的曲调，其后，沙阿被赦免并离开塞舌尔。
两国相继独立后，在总统弗朗斯-阿尔贝·勒内的领导下，塞舌尔投向了以蘇聯為首的社會主義陣營，尽管如此，塞舌尔仍然与马来西亚在1987年建立了外交关系，塞舌尔也在吉隆坡开设了高级专员公署。后因塞舌尔国内原因裁撤，但塞舌尔在梳邦再也保留名誉领事馆以维持双边关系。目前马来西亚暂时没有在塞舌尔设立高级专员公署或委派名誉领事，对塞舌尔的相关事务由马来西亚驻津巴布韦大使馆兼轄。

### 旅行与签证
兩國相互免签证。持馬來西亞護照的馬來西亞公民可以免签证入境塞舌尔，停留最多30天，可延長至90天。而持塞席爾護照的塞席爾公民也可以免签证入境马来西亚，停留不超过30天。

## 经贸合作关系
至2019年，塞舌尔向马来西亚进口1444万美元，主要进口食品及木材等，同年，马来西亚向塞舌尔进口1074万美元，主要进口沙丁鱼罐头等加工食品。

### 投资
马来西亚成功集团目前在塞舌尔的马埃岛、普拉蘭島等岛屿上投资建设有度假村，是塞舌尔主要的酒店经营者之一。此外，马来西亚也有其他企业在塞舌尔拥有投资。塞舌尔也在马来西亚拥有一些投资项目。同时，塞舌尔政府正在计划向马来西亚派遣留学生并大力吸引马来西亚企业前来塞舌尔投资。

## 外部連結
- 马来西亚驻津巴布韦大使馆 （页面存档备份，存于）